# Рытвины Синд

Рытвины Синд (множественные трещины) на изображении космического аппарата Кассини-Гюйгенс

Рытвины Синд (англ. Sind Sulci) — система рытвин (рельеф из чередующихся борозд и кряжей) на поверхности спутника Сатурна — Энцелада.

## География
Примерные координаты — 16°24′ ю. ш. 107°18′ з. д. / 16,4° ю. ш. 107,3° з. д.. Максимальный размер структур составляет 116 км. На севере от них находится рытвина Булак.

## Эпоним
Названы в честь Синда — города, упомянутого в сборнике народных сказок Тысяча и одна ночь. Официальное название было утверждено Международным астрономическим союзом в 2010 году.